# عائشة شعشع
عائشة شعشع (بالتركية: Ayşe Şasa)‏ (ولدت في عام 1941 في مدينة إسطنبول، وتوفت في 16 يونيو عام 2014) كاتبة تركية ومؤلفة.
تعد والدة عائشة شعشع شركسية الأصل ووالدها نصفه شركسي والنصف الأخر كردي. ولدت عائشة شعشع في عام 1941 في مدينة إسطنبول. ودرست في الكلية الأمريكية للبنات بأرنافوتكوي ويعد إسمها الحالي هو «كلية روبرت». وتخرجت من الجامعة في عام 1960. واصلت عائشة شعش تعليمها بقسم العلوم الإدارية بكلية روبرت (1963- 1965). ومنذ عام 1963 عملت بمهنة كتابة السيناريو. وكانت تصف نفسها خلال هذه الأعوام بأنها ماركسية. وأسست عائشة شعشع صداقة قوية مع كمال طاهر. وكان هناك تأثيرات عميقة بسبب هذه الصداقة. ووقعت عائشة شعشع على العديد من الأفلام مثل «الطيور الأخيرة، يا مدينة إسطنبول الجميلة، العار والزوج الحاكي». وفي عام 1993 نشرت عائشة شعشع مقالات بعنوان «يوميات يشيلتشام» فيما يتعلق بالسينما. وتزوجت عائشة شعشع ثلاث مرات حتى الآن. وكان زواجها الثاني بالمخرج الشهير عاطف يلماز.
وفي عام 1980 كان لدى عائشة شعشع اضطرابات نفسية حادة. ووضعها الأطباء تحت رعايتهم الخاصة واستشارتهم. وإنسحبت عائشة شعشع تماماً من الوسط السينمائي خلال فترة عزلتها والتي تقدر بعشر أعوام. وكانت عائشة في تلك الفترة بجانب زوجها الثالث بولنت أوران. وبعد هذه الفترة غيرت عائشة نفسها بالمعنى الفكري. وبدأت في إستئناف حياتها بشكل علمي. وإنعكست هذه الطريقة الجديدة في الحياة على أعمالها. ولديها أيضاً أفكار عميقة عن إبن عربي وإندريه تاركوفسكي.
و توفت عائشة شعشع في 16 يونيو عام 2014 بسبب إصابتها بإلتهاب رئوي وتلقت العلاج لفترة ما، ودفُنت في مقبرة الصحراء الجديدة.

## كتبها
•	روح المغامرة (2009 – 11)
•	يوميات بوليوود (ISBN 9758719408)
•	حلم السينما الواقعي (صادق يالسيزوتشانلار – احسان قبيل – عائشة شعشع) (ISBN 9753552440)
•	ملاحظات في بلد الجنون (ISBN 9758719521)
•	رواية قرود المكاك (ISBN 9752635180)
•	أقوال مناهضة للوقت (عمر توغرول عنانتشر – عائشة شعشع – بيرات دميرجي) (ISBN 9944349011)

## السيناريو
•	نزيف في البوسنة (1993)
•	كل ليلة في بودروم (1992)
•	أي ليلة (1989)
•	صديقي الشيطان (1988)
•	الزوج الحاكي (1987)
•	ميردوغلو عمر بك (1986)
•	الشجرة الخادة (1984)
•	و رجب وزهرة وعائشة (1983)
•	الحاجي عارف بك (1982)
•	الدم المجنون (1981)
•	الحدباء (1973)
•	العار (1972)
•	جيمو (1972)
•	ملحمة بطال غازي (1971)
•	المرأة المنسية (1971)
•	روز (1971)
•	سبعة غلاديو (1971)
•	كورأوغلو (1968)
•	الغانية (1968)
•	الأولى والأخيرة (1968)
•	مرجح هارون الرشيد (1967)
•	بالاتلي عارف (1967)
•	كوزان أوغلو (1967)
•	يا مدينة إسطنبول الجميلة (1966)
•	دم الأرض (1966)
•	قصيدة قصصية لمراد (1965)
•	الطيور الأخيرة (1965)
•	الفتاة الفاسقة (1963)
•	استمع من الناي (2008)

## الوصلات الخارجية
- عائشة شعشع على موقع IMDb (الإنجليزية)
- عائشة شعشع على موقع ألو سيني (الفرنسية)
- عائشة شعشع على موقع أول موفي (الإنجليزية)
- عائشة شعشع على موقع قاعدة بيانات الفيلم (الإنجليزية)
- عائشة شعشع على موقع كينوبويسك (الروسية)

•	عائشة شعشع في السينما التركية.
•	من هي عائشة شعشع
•	عائشة شعشع في قاعدة البيانات الفنية.